# Веллсбург (Нью-Йорк)
Веллсбург (англ. Wellsburg) — селище (англ. village) в США, в окрузі Чеманг штату Нью-Йорк. Населення — 490 осіб (2020).

## Географія
Веллсбург розташований за координатами 42°0′48″ пн. ш. 76°43′49″ зх. д. / 42.01333° пн. ш. 76.73028° зх. д. (42.013317, -76.730356).  За даними Бюро перепису населення США в 2010 році селище мало площу 1,49 км², з яких 1,47 км² — суходіл та 0,02 км² — водойми.

## Демографія
Згідно з переписом 2010 року, у селищі мешкало 580 осіб у 228 домогосподарствах у складі 156 родин. Густота населення становила 388 осіб/км².  Було 243 помешкання (163/км²).
Расовий склад населення:
| - 97,9 % — білих - 0,3 % — корінних американців - 0,3 % — чорних або афроамериканців - 0,3 % — азіатів |

До двох чи більше рас належало 1,0 %. Частка іспаномовних становила 0,9 % від усіх жителів.
За віковим діапазоном населення розподілялося таким чином: 22,1 % — особи молодші 18 років, 64,6 % — особи у віці 18—64 років, 13,3 % — особи у віці 65 років та старші. Медіана віку мешканця становила 39,5 року. На 100 осіб жіночої статі у селищі припадало 106,4 чоловіків;  на 100 жінок у віці від 18 років та старших — 100,9 чоловіків також старших 18 років.
Середній дохід на одне домашнє господарство  становив 50 807 доларів США (медіана — 40 521), а середній дохід на одну сім'ю — 55 581 долар (медіана — 42 292). За межею бідності перебувало 26,9 % осіб, у тому числі 45,5 % дітей у віці до 18 років та 5,6 % осіб у віці 65 років та старших.
Цивільне працевлаштоване населення становило 226 осіб. Основні галузі зайнятості: освіта, охорона здоров'я та соціальна допомога — 39,8 %, виробництво — 15,9 %, мистецтво, розваги та відпочинок — 15,0 %.